# История почты и почтовых марок Маврикия
История почты и почтовых марок Маврикия, небольшого острова в юго-западной части Индийского океана, имеет огромное значение в мире филателии по ряду причин. Две выпущенные в 1847 году первые почтовые марки Маврикия, являются легендарными раритетами. Это были первые почтовые марки, выпущенные в какой-либо части Британской империи за пределами Великобритании. Кроме того, Маврикий хорошо известен последующими выпусками местного производства — так называемыми «примитивами», которые также высоко ценятся коллекционерами.

## Развитие почты

### Домарочный период
Первая почтовая контора Маврикия была открыта 21 декабря 1772 года, когда остров находился под французским владычеством. Доставка почты осуществлялась в пределах острова и на судах из Франции и Индии. Великобритания захватила остров 3 декабря 1810 года и продолжила пересылку почтовых отправлений морем. Внутренняя почтовая связь, по-видимому, пришла в упадок и прекратилась, но была возрождена в 1834 году. Несколько почтовых отметок домарочного периода, нанесённых резиновым штампом, известны с 1780-х годах во времена французской администрации, и ещё больше известны относящихся к последующему британскому периоду.

## Выпуски почтовых марок

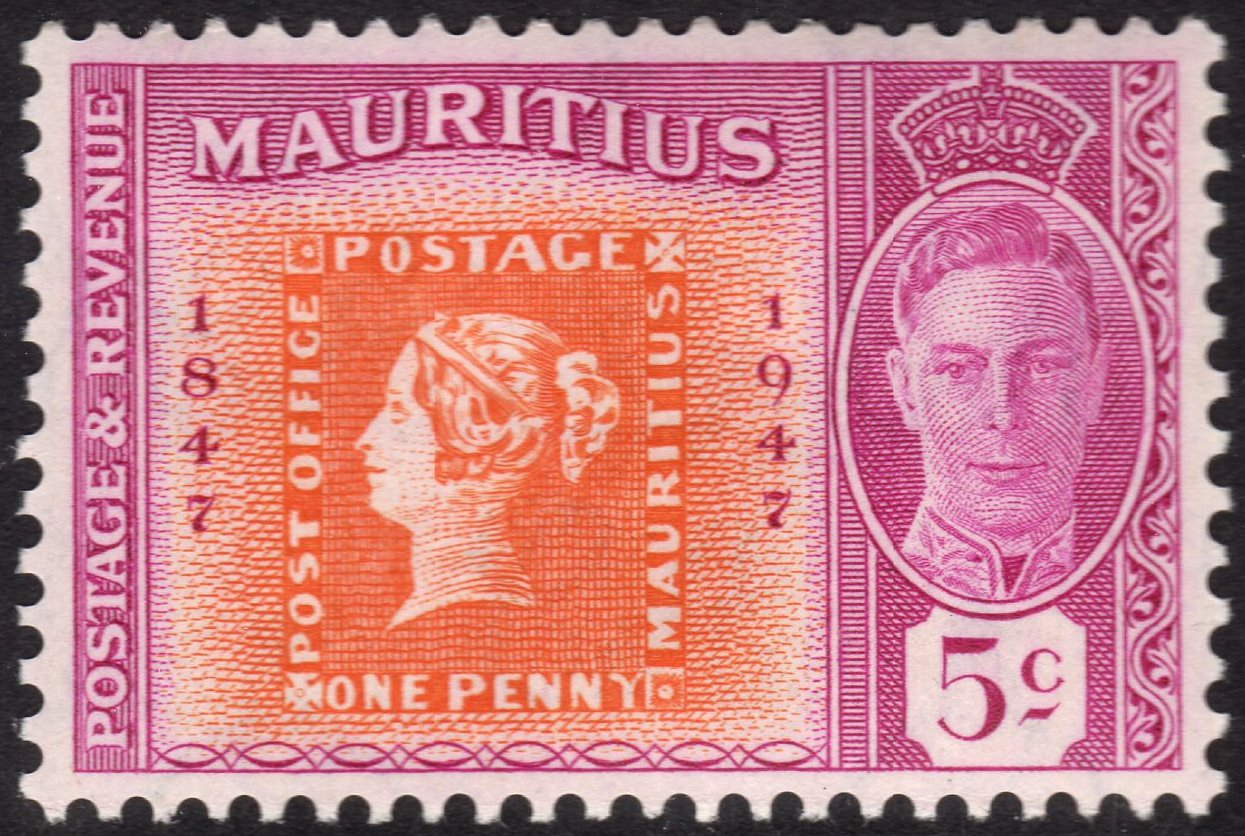
Одна из четырёх марок, выпущенных в 1948 году в ознаменование столетия первой марки Маврикия(Mi #217)

### Викторианский период
В 1847 году Маврикий вслед за Великобританией выпустил почтовые марки с изображением тогдашнего регента Великобритании, Виктории, и этой практике стали следовать по всей Британской империи. Большинство ранних выпусков Маврикия разрабатывались и печатались на месте и имеют выраженный «примитивный» характер.

#### Первые марки
21 сентября 1847 года Маврикием выпущены две марки: оранжево-красный однопенсовик и синий двухпенсовик (Sc #1—2; SG #3—25 [разное состояние износа марок]). Слова англ. «Post Office» («Почтовая контора») отображаются в левой панели, но были изменены на англ. «Post Paid» («Почтовый сбор оплачен») в следующем выпуске и лежат в основе общепринятого в англоязычном мире названия данных почтовых марок. Марки с надписью «Post Office» являются одними из самых редких марок в мире и имеют легендарный статус в мире филателии.
По 500 экземпляров каждой марки были напечатаны с одной печатной пластины с обоими номиналами, многие из которых были использованы на приглашениях, разосланных супругой губернатора Маврикия на бал, который она организовала в те выходные.
Марки были выгравированы Джозефом Осмондом Барнардом, родившимся в Англии 10 августа 1816 года, который зайцем пробрался на судно, пришедшее на Маврикий в 1838 году. Их рисунки были основаны на находившемся на тот момент в обращении выпуске почтовых марок Великобритании (впервые выпущен в 1841 году) с изображением портрета королевы Виктории, выпущенном в двух номиналах в похожих цветах: красно-коричневая марка номиналом в один пенни и синий двухпенсовик (Sc #3—4). Хотя данные почтовые марки местного производства носят выраженный примитивный характер, они сделали «имя [Барнарда] бессмертным в истории почты Маврикия».

#### Выпуски«Post Paid»(«примитивные»)
Слова «Post Office» («Почтовая контора») в левой панели были заменены в следующем выпуске на слова «Post Paid» («Почтовый сбор оплачен»). Позднее сложилась легенда, что слова «Post Office» были ошибкой.
После почтовых марок с надписью «Post Office» Маврикий выпустил несколько марок также с портретом королевы Виктории, подготовленных на острове и примитивных на вид.
В 1848 году Маврикий выпустил первый номинал (два пенса) выпуска «Post Paid», причём марки номиналом один пенни и два пенса, сильно похожие на выпуск «Post Office», также были выгравированы Барнардом. Оранжевый однопенсовик был эмитирован в 1854 году (Sc #3—6; SG #3—25 [разное состояние износа марок]).
В 1859 году Маврикий выпустил третий рисунок, двухпенсовую марку, очень грубо выгравированную Жюлем Лапиро (Jules Lapirot) и известную как выпуск «Лапиро». Эта почтовая марка описывалась как «величайшее оскорбление её покойного Величества королевы Виктории, которое когда-либо имело место», и была прозвана во Франции выпуском «tête de singe» («голова обезьяны»).
В 1859 году синий двухпенсовик был снова перегравирован Робертом Шервином (Sc #14; SG #30). Последним местным изделием стали красный однопенсовик и синий двухпенсовик, литографированные Л. А. Дарденном в 1859 году (Sc #16—17; SG #31—34 [разные оттенки]).

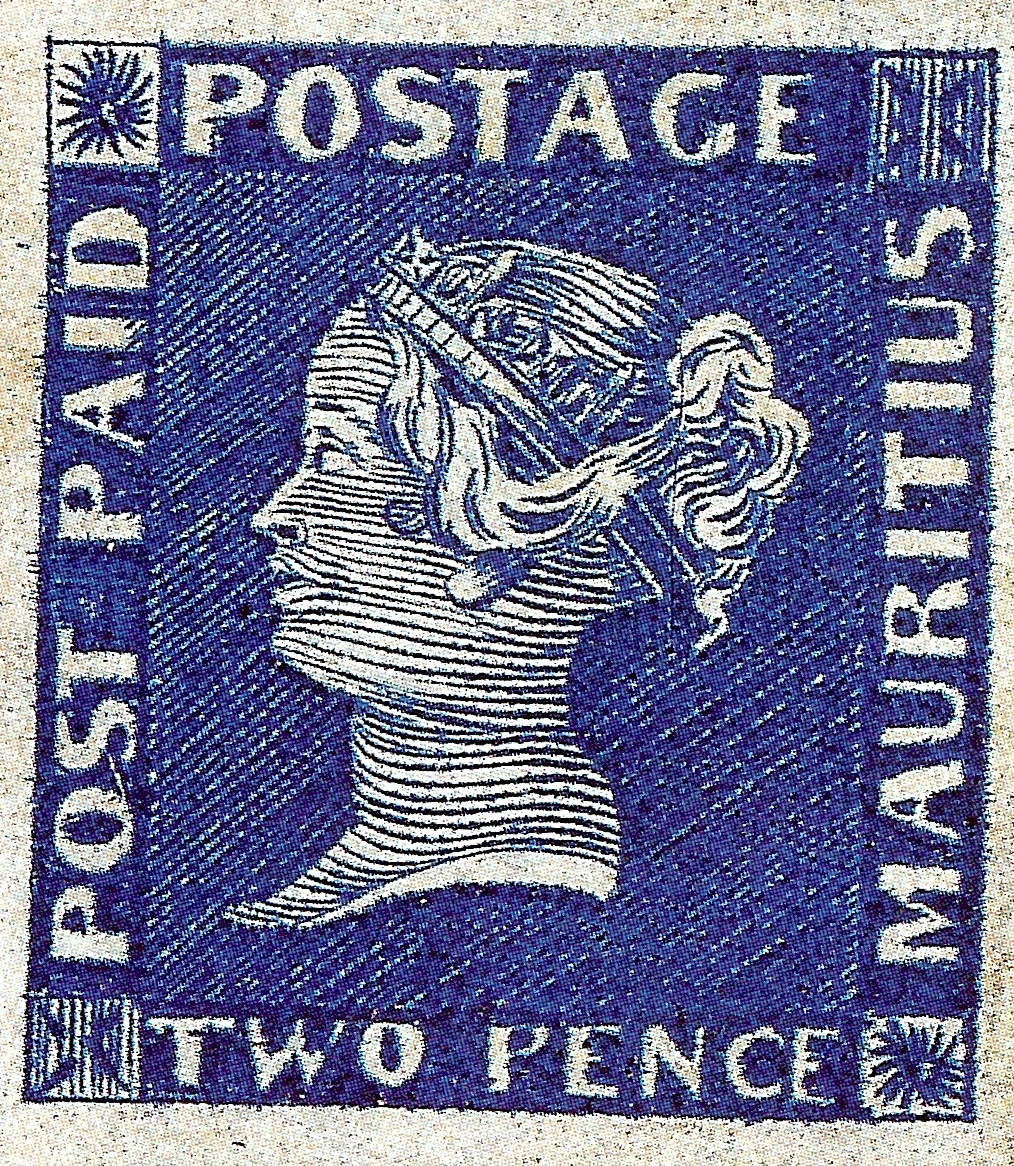
«Post Paid» (1848)
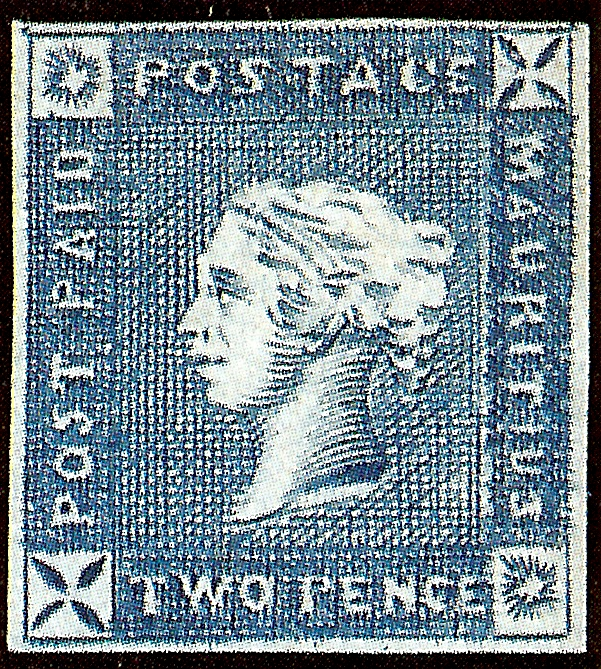
Выпуск Лапиро (1859)
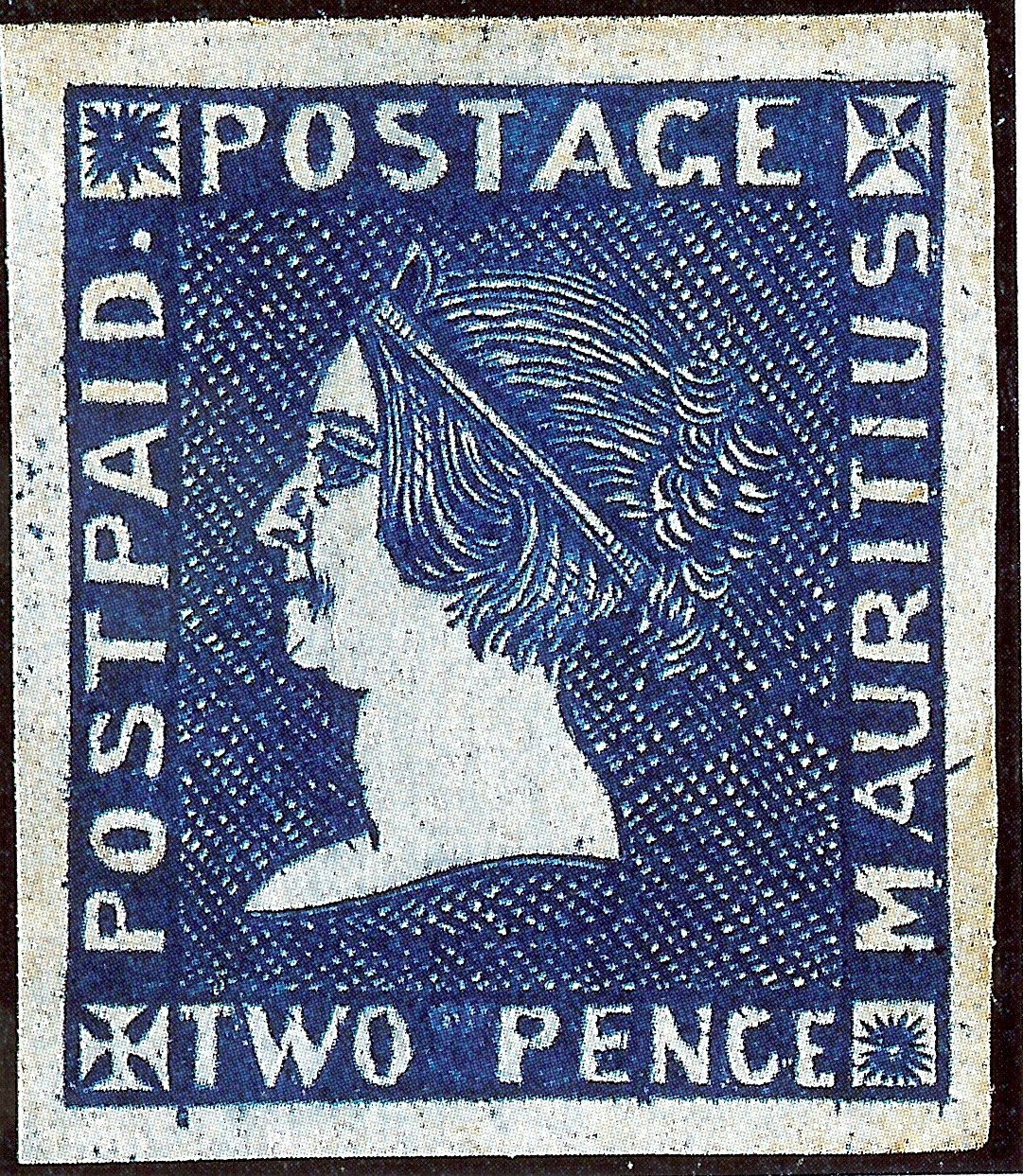
Выпуск Шервина (1859)
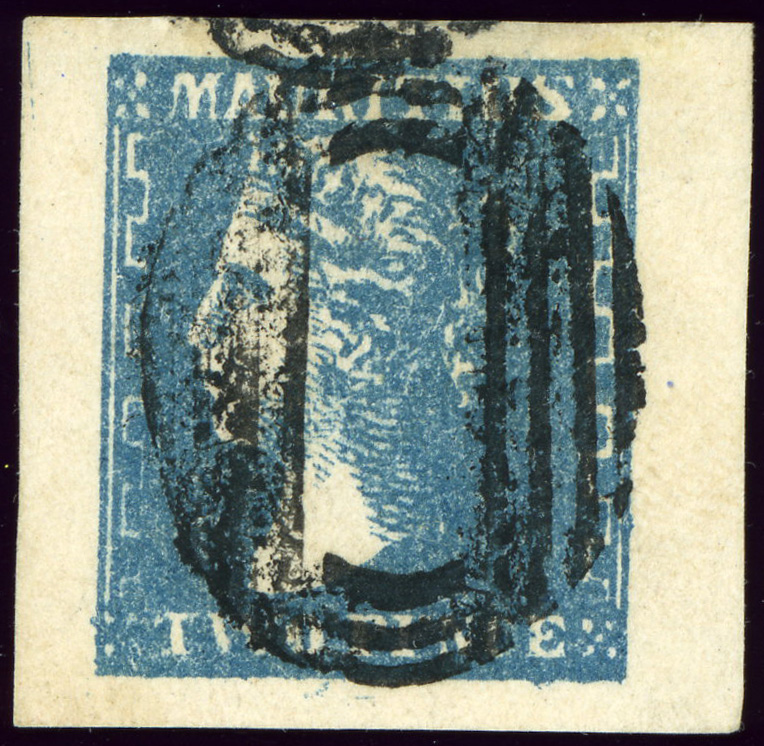
Литография Дарденна (1859)

Выпуски с надписью «Post Paid» вплоть до выпуска Шервина печатались в листах по 12 марок и филателисты располагают «скомпонованными по печатным пластинам» или реконструированными полными листами из отдельных или парных марок, на основании небольших отклонений в отдельных пластинах. Размер листа выпуска Дарденна неизвестен.

#### Конец викторианской эпохи
С 1858 года по 1862 год для Маврикия было эмитировано несколько почтовых марок колониального типа с рисунком «Сидящая Британия», выгравированных фирмой «Перкинс, Бэкон энд Ко.» и отпечатанных в Лондоне. Марки этого типа ранее использовались на Тринидаде (1851) и Барбадосе (1852). Эти марки выходили в то время, когда Маврикий также выпускал почтовые марки местного производства. С 1859 года по 1902 год Маврикий эмитировал почтовые марки, типичные для колоний Британской империи, в том числе ряд почтовых марок с изображением портрета королевы Виктории в профиль и марок с гербом Маврикия.

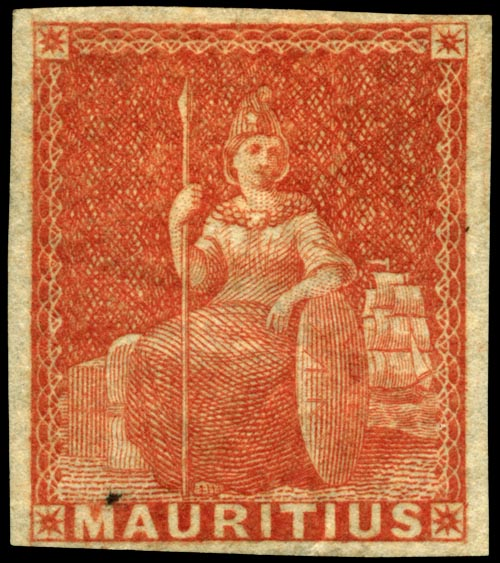
Аллегория «Сидящая Британия[фр.]», 6 пенсов (1858)
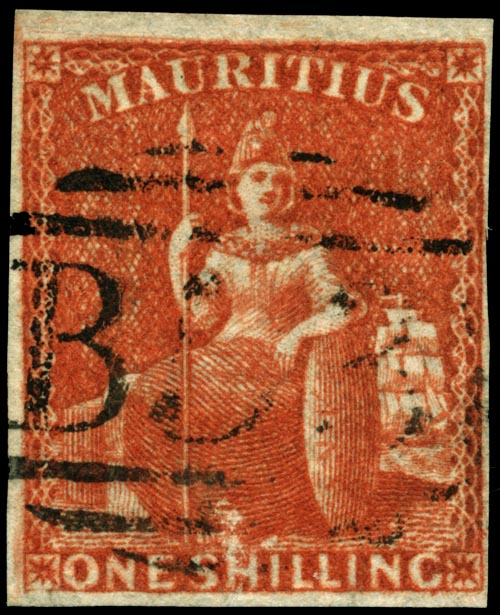
То же, 1 шиллинг (1859)
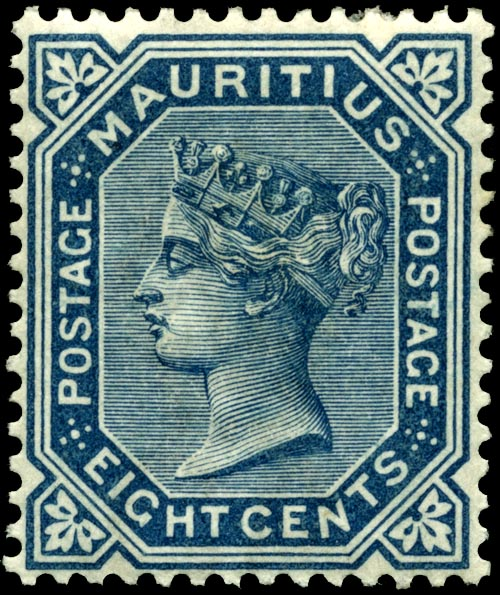
Королева Виктория (1891)
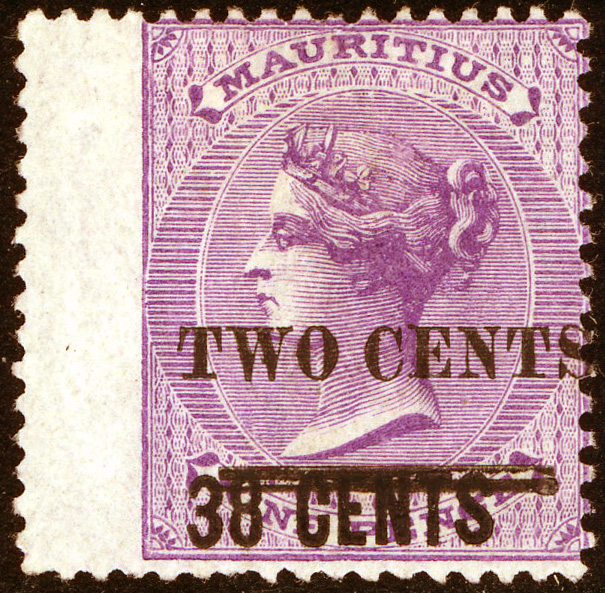
Повторная надпечатка нового номинала в 2 цента на надпечатке в 38 центов, сделанной на марке в 9 центов (1891)

### XX век
На выпусках Маврикия XX века, подобно выпускам других британских колоний, как правило, изображался правящий монарх, Эдуард VII, Георг V, Георг VI, Елизавета II, а также герб Маврикия. В 1950 году Маврикий начал выпускать более красочные почтовые марки с изображениями видов местной тематики. Стандартная серия 1950 года была издана в период правления короля Георга VI, но в 1954 году потребовалась новая серия после восшествия на британский престол королевы Елизаветы II. Для обеих серий были использованы те же рисунки.

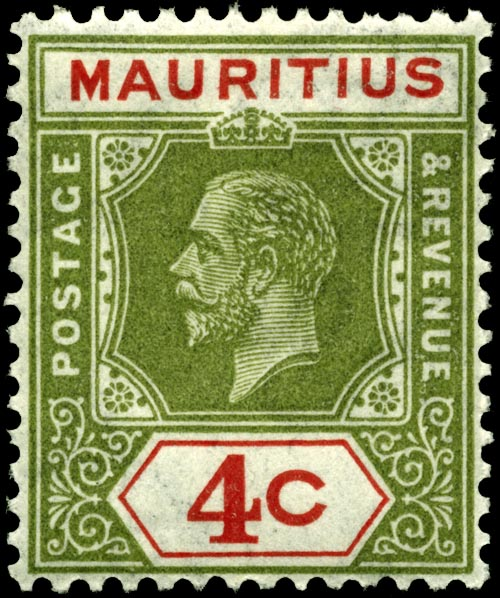
Почтовая марка Георга V (1932)
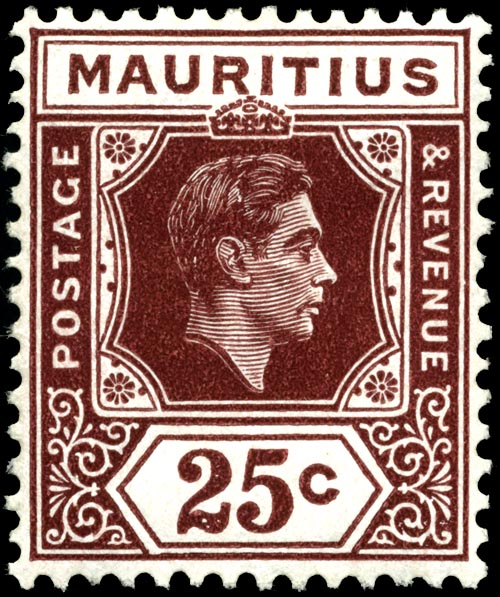
Почтовая марка Георга VI (1938)
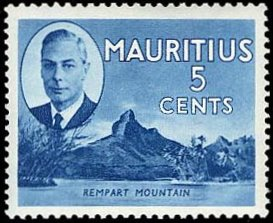
Почтовая марка с изображением горы Ремпарт и Георга VI (1950)
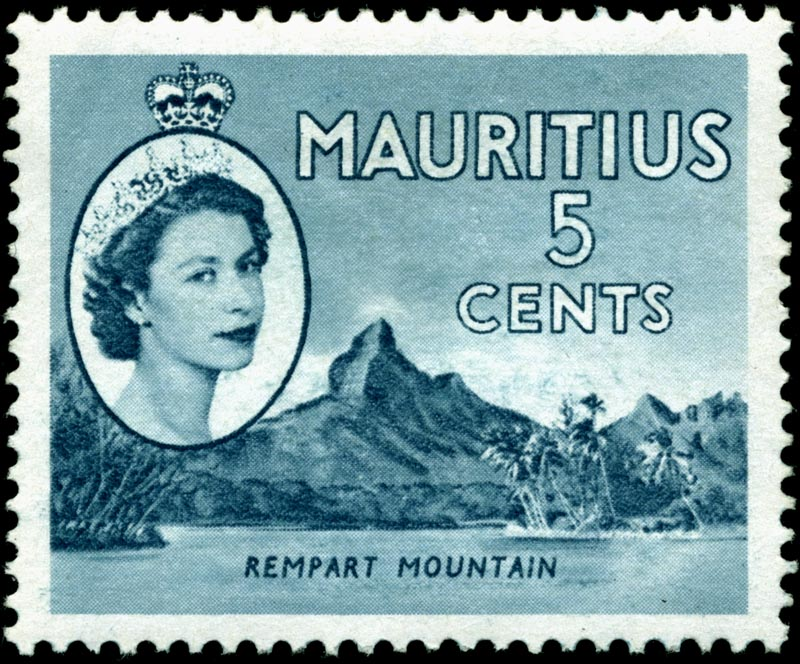
Та же марка, переизданная в 1954 году для королевы Елизаветы II

#### Независимость
Маврикий получил независимость 12 марта 1968 года. Выпускаемые им впоследствии почтовые марки имели красочные рисунки связанной с островом тематики: они посвящались местной флоре и фауне, местным видам и известным людям. Первые почтовые марки Маврикия были воспроизведены несколько раз на коммеморативных выпусках.

## Каталогизация
Почтовые выпуски Маврикия попали уже в самые ранние каталоги почтовых марок, например, в английский каталог Фредерика Бути 1862 года. В современных английских каталогах «Стэнли Гиббонс» им отводится место в «красных» томах для марок Великобритании и Содружества наций:

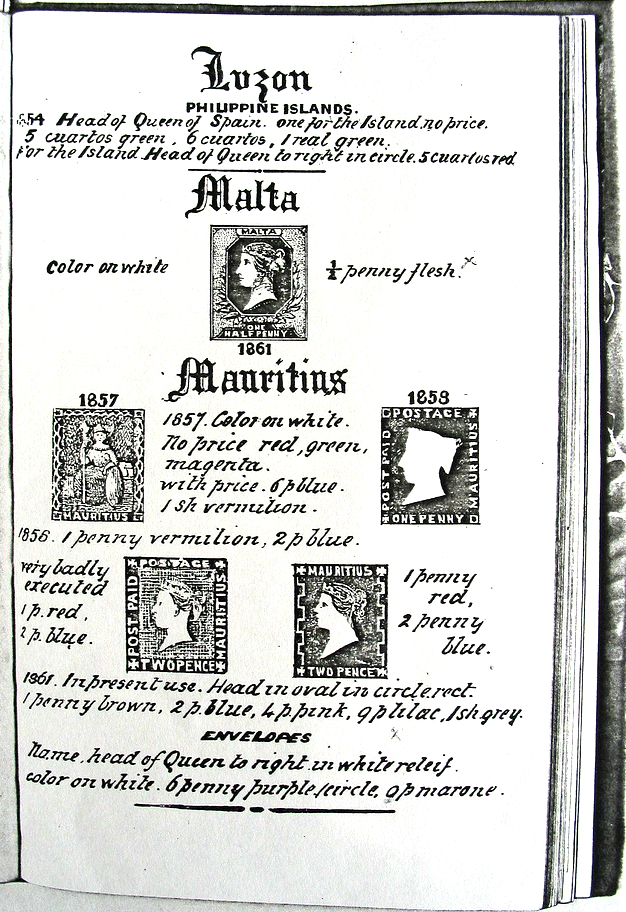
Страница ранних марок Маврикия в первом английском каталоге Фредерика Бути (1862), на которой не представлены две раритетные миниатюры 1847 года
Каталог «Стэнли Гиббонс» (красный, 2007) для Британской империи и Содружества (1840—1952), на обложке которого в левом нижнем углу можно увидеть одну из четырёх марок Маврикия, выпущенных в 1948 году в честь столетия первой марки Маврикия (Mi #218; Yt #216; SG #267)

## Цельные вещи
Первыми цельными вещами, выпущенными Маврикием, были маркированные конверты в 1861 году, затем почтовые карточки в 1879 году и заказные конверты в 1891 году. Бандероли впервые были эмитированы в 1896 году, а секретки впервые были выпущены в 1909 году. Все эти цельные вещи в последний раз были выпущены в 1938 году, а когда их запасы кончились, они вышли из обращения. Аэрограммы были впервые выпущены в 1953 году и являются единственными цельными вещами, находящимися в обращении в настоящее время.